# Periplaneta vosseleri
Periplaneta vosseleri är en kackerlacksart som beskrevs av Robert Walter Campbell Shelford 1908. Periplaneta vosseleri ingår i släktet Periplaneta och familjen storkackerlackor.
Artens utbredningsområde är Tanzania. Inga underarter finns listade i Catalogue of Life.